# ملعب أبوباركار تافاو باليوا
 ملعب أبوباركار تافاو باليوا هو ستاد متعدد الاستخدامات يقع في مدينة بوتشي في نيجيريا. وهو حاليا يستخدم في مباريات كرة القدم حيث أنه ملعب العودة لويكي توريستس حيث أنه يستضيف مباريات العودة لهذا النادي. يتسع الأستاد لحوالى 15,000 متفرج. والملعب واحد من ثماني ملاعب تم استخدامها في كأس العالم للناشئين لكرة القدم 2009 التي عقدت في نيجيريا حيث واجه المنتخب النيجيري نظيره الأرجنتيني في 30 أكتوبر 2009 في ختام مواجهات المجموعة الأولي.